# دانيلو تورسيوس
دانيلو إلفيس تورسيوس فونيس (بالإسبانية: Danilo Turcios)‏ (مواليد 8 مايو 1978 في سوناغويرا) لاعب كرة قدم هندوراسي يلعب حاليا لصالح نادي أوليمبيا الهندوراسي .

## روابط خارجية
- دانيلو تورسيوس على موقع الاتحاد الدولي (مؤرشف)  (الإنجليزية)
- دانيلو تورسيوس على موقع قاعدة بيانات كرة القدم.إي يو (الإنجليزية)
- دانيلو تورسيوس على موقع ناشيونال فوتبول تيمز (الإنجليزية)
- دانيلو تورسيوس على موقع عالم كرة القدم.نت (الإنجليزية)
- دانيلو تورسيوس على موقع كووورة
- دانيلو تورسيوس على موقع أوليمبيديا (الإنجليزية)